# Tour Down Under 2009

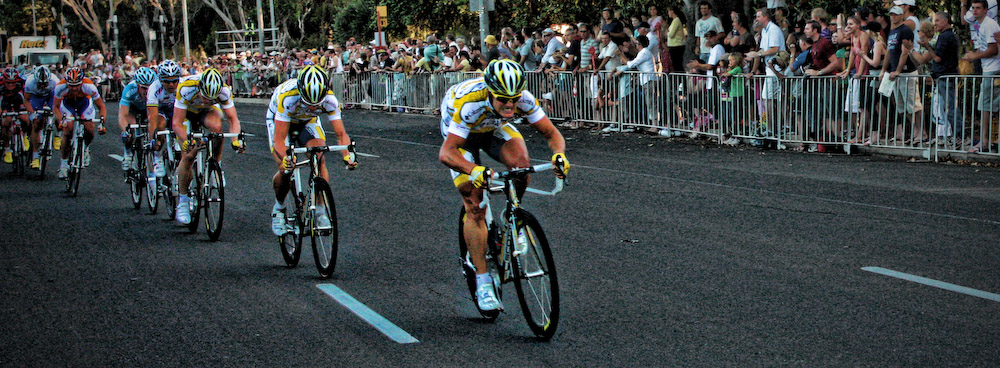
Drei Fahrer vom Team Columbia-High Road in Front

Die 11. Tour Down Under fand vom 20. bis 25. Januar 2009 statt. Das Straßenradrennen wurde in sechs Etappen über eine Distanz von 802 Kilometern ausgetragen. Es war das erste Rennen der UCI ProTour 2009.
Am 18. Januar 2009 wurde die Tour mit dem Kriterium Cancer Council Classic eröffnet. Es gehört aber nicht zur UCI ProTour.

## Teilnehmerfeld
| ProTeams Quick Step Silence-Lotto Saxo Bank Team Milram ag2r La Mondiale Bbox Bouygues Télécom Cofidis Française des Jeux Lampre-N.G.C. Liquigas Astana Rabobank Katjuscha Caisse d’Epargne Euskaltel-Euskadi Fuji-Servetto Columbia-High Road Garmin-Slipstream Sonstige Teams UniSA |

Wie bereits 2008 nahmen alle 18 ProTeams sowie das Team UniS-Australia (Auswahl Australiens) teil.
Der siebenmalige Tour-de-France-Gewinner Lance Armstrong (Astana) bestritt sein erstes professionelles Radrennen seit 2005. Dafür war eine Ausnahmeregelung der UCI nötig, denn laut Anti-Doping-Regeln hatte sich Armstrong zu spät zurückgemeldet. Die Teilnahme Armstrongs wurde durch die Zahlung hoher Startgelder gewonnen (→Enthüllungen zur Tour Down Under 2009).
Neben den Columbia-Fahrern André Greipel und Michael Rogers waren drei weitere ehemalige Gesamtsieger am Start: Stuart O’Grady (1999 und 2001), Luis León Sánchez Gil (2005) und Martin Elmiger (2007).
Der Vorjahreszweite Allan Davis (Quick Step) ist der einzige Fahrer, der an allen zehn bisherigen Austragungen der Tour Down Under teilgenommen hat. Neben dem Vorjahresdritten José Joaquín Rojas (Caisse d’Epargne) waren viele weitere Sprinter am Start, so auch die früheren Etappensieger Robbie McEwen, Baden Cooke and Graeme Brown.

## Etappen

### Etappenübersicht
| Etappe    | Tag        | Start–Ziel                    | km  | Etappensieger     | Führender     |
| --------- | ---------- | ----------------------------- | --- | ----------------- | ------------- |
| 1. Etappe | 20. Januar | Norwood–Mawson Lakes          | 140 | André Greipel     | André Greipel |
| 2. Etappe | 21. Januar | Hahndorf–Stirling             | 145 | Allan Davis       | Allan Davis   |
| 3. Etappe | 22. Januar | Unley–Victor Harbor           | 136 | Graeme Brown      | Allan Davis   |
| 4. Etappe | 23. Januar | Burnside Village–Angaston     | 143 | Allan Davis       | Allan Davis   |
| 5. Etappe | 24. Januar | Snapper Point–Willunga        | 148 | Allan Davis       | Allan Davis   |
| 6. Etappe | 25. Januar | Adelaide City Council Circuit | 090 | Francesco Chicchi | Allan Davis   |

### 1. Etappe: Norwood–Mawson Lakes
|    | Fahrer           | Nation      | Team | Zeit         |
| -- | ---------------- | ----------- | ---- | ------------ |
| 1. | André Greipel    | Deutschland | THR  | 3:45:27 h    |
| 2. | Baden Cooke      | Australien  | UNI  | gleiche Zeit |
| 3. | Stuart O’Grady   | Australien  | SAX  | gleiche Zeit |
| 4. | Robbie McEwen    | Australien  | KAT  | gleiche Zeit |
| 5. | Jacopo Guarnieri | Italien     | LIQ  | gleiche Zeit |

|    | Fahrer          | Nation      | Team | Zeit         |
| -- | --------------- | ----------- | ---- | ------------ |
| 1. | André Greipel   | Deutschland | THR  | 3:45:27 h    |
| 2. | Baden Cooke     | Australien  | UNI  | + 0:05 min   |
| 3. | Olivier Kaisen  | Belgien     | SIL  | gleiche Zeit |
| 4. | Stuart O’Grady  | Australien  | SAX  | + 0:07 min   |
| 5. | Andoni Lafuente | Spanien     | EUS  | gleiche Zeit |

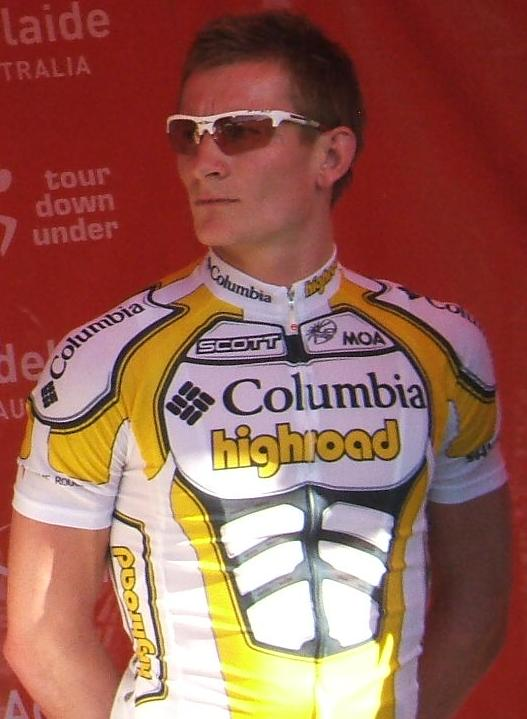
André Greipel bei der Teampräsentation

Nach 10 Kilometern bildeten Olivier Kaisen (Silence-Lotto) und Andoni Lafuente (Euskaltel-Euskadi) eine Fluchtgruppe. Diese führte bis 20 Kilometer vor dem Ziel das Feld an. Die beiden Fahrer teilten sich die Wertung. Kaisen gewann den ersten Zwischensprint und Lafuente die Bergwertung.
Die Teams Columbia, Rabobank und Liquigas führten das Feld auf den letzten Kilometern an. André Greipel (Columbia), angezogen von seinen Teamkameraden Mark Renshaw und Greg Henderson, schlug im Massensprint die Australier Baden Cooke and Stuart O’Grady.

### 2. Etappe: Hahndorf–Stirling

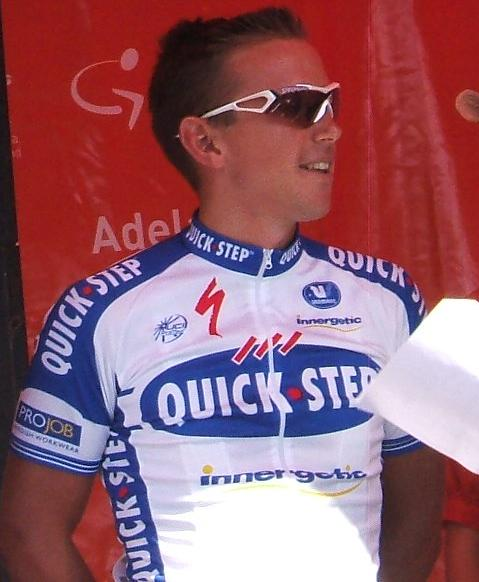
Allan Davis bei der Teampräsentation

|    | Fahrer          | Nation             | Team | Zeit         |
| -- | --------------- | ------------------ | ---- | ------------ |
| 1. | Allan Davis     | Australien         | QSI  | 3:46:25 h    |
| 2. | Graeme Brown    | Australien         | RAB  | gleiche Zeit |
| 3. | Martin Elmiger  | Schweiz            | ALM  | + 0:02 min   |
| 4. | Stuart O’Grady  | Australien         | SAX  | gleiche Zeit |
| 5. | George Hincapie | Vereinigte Staaten | THR  | + 0:04 min   |

|    | Fahrer         | Nation      | Team | Zeit         |
| -- | -------------- | ----------- | ---- | ------------ |
| 1. | Allan Davis    | Australien  | QSI  | 7:31:42 h    |
| 2. | André Greipel  | Deutschland | THR  | + 0:03 min   |
| 3. | Graeme Brown   | Australien  | RAB  | + 0:04 min   |
| 4. | Stuart O’Grady | Australien  | SAX  | + 0:08 min   |
| 5. | Baden Cooke    | Australien  | UNI  | gleiche Zeit |

### 3. Etappe: Unley–Victor Harbor
|    | Fahrer                | Nation             | Team | Zeit         |
| -- | --------------------- | ------------------ | ---- | ------------ |
| 1. | Graeme Brown          | Australien         | RAB  | 3:15:35 h    |
| 2. | Allan Davis           | Australien         | QSI  | gleiche Zeit |
| 3. | Stuart O’Grady        | Australien         | SAX  | gleiche Zeit |
| 4. | George Hincapie       | Vereinigte Staaten | THR  | gleiche Zeit |
| 5. | Luis León Sánchez Gil | Spanien            | GCE  | gleiche Zeit |

|    | Fahrer         | Nation     | Team | Zeit         |
| -- | -------------- | ---------- | ---- | ------------ |
| 1. | Allan Davis    | Australien | QSI  | 10:47:11 h   |
| 2. | Graeme Brown   | Australien | RAB  | gleiche Zeit |
| 3. | Stuart O’Grady | Australien | SAX  | + 0:05 min   |
| 4. | Martin Elmiger | Schweiz    | ALM  | + 0:14 min   |
| 5. | Michael Rogers | Australien | THR  | + 0:18 min   |

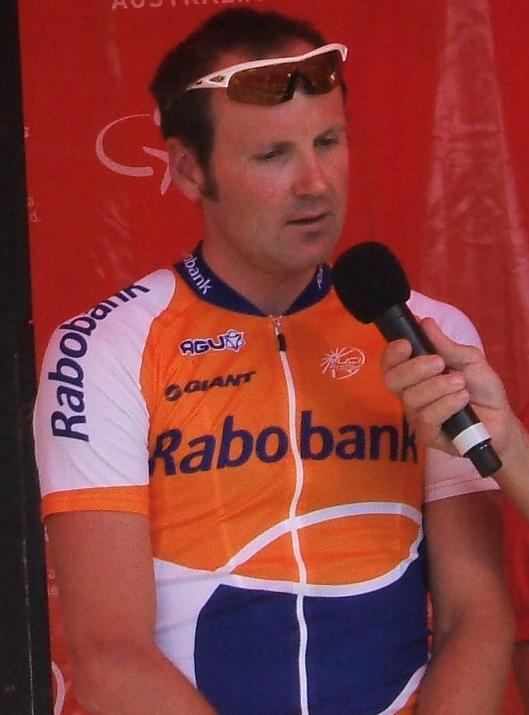
Graeme Brown bei der Teampräsentation

Nach rund 13 Kilometern wurde André Greipel in einen schweren Sturz von acht Fahrern verwickelt. Er wurde mit einer ausgekugelten Schulter in ein Krankenhaus gebracht.

### 4. Etappe: Burnside Village–Angaston
|    | Fahrer             | Nation     | Team | Zeit         |
| -- | ------------------ | ---------- | ---- | ------------ |
| 1. | Allan Davis        | Australien | QSI  | 3:29:35 h    |
| 2. | Graeme Brown       | Australien | RAB  | gleiche Zeit |
| 3. | José Joaquín Rojas | Spanien    | GCE  | gleiche Zeit |
| 4. | Stuart O’Grady     | Australien | SAX  | gleiche Zeit |
| 5. | Mark Renshaw       | Australien | THR  | gleiche Zeit |

|    | Fahrer             | Nation     | Team | Zeit       |
| -- | ------------------ | ---------- | ---- | ---------- |
| 1. | Allan Davis        | Australien | QSI  | 14:16:36 h |
| 2. | Graeme Brown       | Australien | RAB  | + 0:04 min |
| 3. | Stuart O’Grady     | Australien | SAX  | + 0:15 min |
| 4. | Martin Elmiger     | Schweiz    | ALM  | + 0:24 min |
| 5. | José Joaquín Rojas | Spanien    | GCE  | + 0:26 min |

### 5. Etappe: Snapper Point–Willunga
|    | Fahrer             | Nation     | Team | Zeit         |
| -- | ------------------ | ---------- | ---- | ------------ |
| 1. | Allan Davis        | Australien | QSI  | 3:28:33 h    |
| 2. | José Joaquín Rojas | Spanien    | GCE  | gleiche Zeit |
| 3. | Martin Elmiger     | Schweiz    | ALM  | gleiche Zeit |
| 4. | Stuart O’Grady     | Australien | SAX  | gleiche Zeit |
| 5. | Jérémy Roy         | Frankreich | FDJ  | gleiche Zeit |

|    | Fahrer             | Nation     | Team | Zeit       |
| -- | ------------------ | ---------- | ---- | ---------- |
| 1. | Allan Davis        | Australien | QSI  | 17:44:59 h |
| 2. | Stuart O’Grady     | Australien | SAX  | + 0:25 min |
| 3. | José Joaquín Rojas | Spanien    | GCE  | + 0:30 min |
| 4. | Martin Elmiger     | Schweiz    | ALM  | + 0:30 min |
| 5. | Michael Rogers     | Australien | THR  | + 0:38 min |

### 6. Etappe: Adelaide City Council Circuit

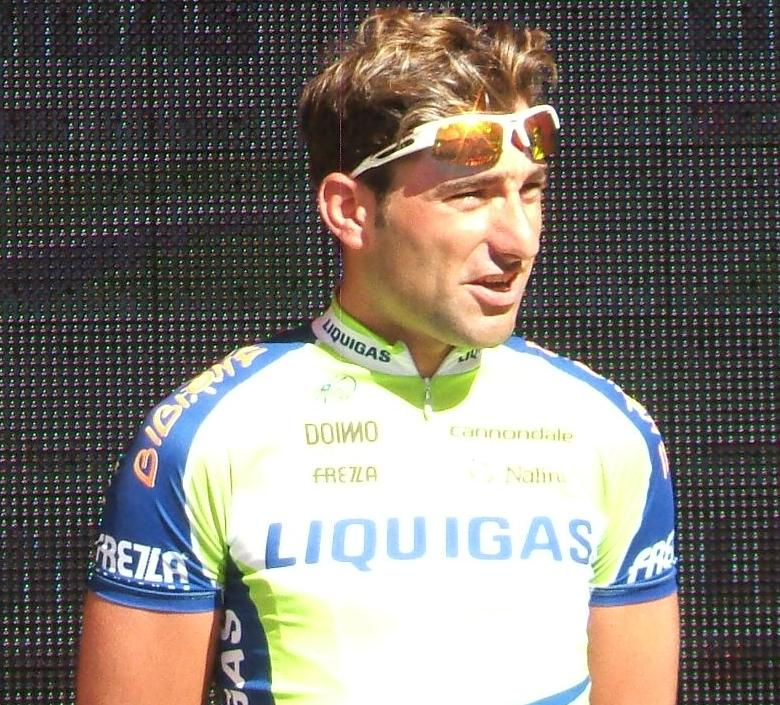
Francesco Chicchi bei der Teampräsentation

|    | Fahrer             | Nation     | Team | Zeit         |
| -- | ------------------ | ---------- | ---- | ------------ |
| 1. | Francesco Chicchi  | Italien    | LIQ  | 1:42:00 h    |
| 2. | Robbie McEwen      | Australien | KAT  | gleiche Zeit |
| 3. | Graeme Brown       | Australien | RAB  | gleiche Zeit |
| 4. | Greg Henderson     | Neuseeland | THR  | gleiche Zeit |
| 5. | José Joaquín Rojas | Spanien    | GCE  | gleiche Zeit |

|    | Fahrer             | Nation     | Team | Zeit       |
| -- | ------------------ | ---------- | ---- | ---------- |
| 1. | Allan Davis        | Australien | QSI  | 19:26:59 h |
| 2. | Stuart O’Grady     | Australien | SAX  | + 0:25 min |
| 3. | José Joaquín Rojas | Spanien    | GCE  | + 0:30 min |
| 4. | Martin Elmiger     | Schweiz    | ALM  | + 0:30 min |
| 5. | Wesley Sulzberger  | Australien | FDJ  | + 0:37 min |

## Wertungen
Für die Punktwertungen gab es folgende Punktverteilung:
Zwischensprints
1: 3 Sekunden, 6 Punkte
2: 2 Sekunden, 4 Punkte
3: 1 Sekunden, 2 Punkte
Zielsprint
1: 10 Sekunden, 8 Punkte
2: 06 Sekunden, 6 Punkte
3: 04 Sekunden, 4 Punkte

### Wertungen im Tourverlauf
Die Tabelle zeigt den Führenden in der jeweiligen Wertung nach der jeweiligen Etappe an.
|           | Gesamtwertung | Sprintwertung  | Bergwertung     | Nachwuchswertung   | Teamwertung             |
| --------- | ------------- | -------------- | --------------- | ------------------ | ----------------------- |
| 1. Etappe | André Greipel | Olivier Kaisen | Andoni Lafuente | Jacopo Guarnieri   | Team Milram             |
| 2. Etappe | Allan Davis   | Olivier Kaisen | Andoni Lafuente | José Joaquín Rojas | Rabobank                |
| 3. Etappe | Allan Davis   | Stuart O’Grady | Markel Irízar   | José Joaquín Rojas | Team Columbia-High Road |
| 4. Etappe | Allan Davis   | Allan Davis    | Andoni Lafuente | José Joaquín Rojas | Française des Jeux      |
| 5. Etappe | Allan Davis   | Allan Davis    | Andoni Lafuente | José Joaquín Rojas | Française des Jeux      |
| 6. Etappe | Allan Davis   | Allan Davis    | Andoni Lafuente | José Joaquín Rojas | Française des Jeux      |

### ProTour-Wertung
Die ersten drei Fahrer jeder Etappe erhielten 3, 2 und 1 Punkt.